# Perla Aguiar
Perla Fernández Aguiar (Nueva York, 30 de junio de 1932-Estado de México, 9 de octubre de 2015) fue una actriz cubana. 
Entre sus trabajos más destacados se encuentra su participación en las películas: Fíjate qué suave (1948), El supersabio (1948), El revoltoso (1951), y Chucho el remendado (1952).

## Biografía y carrera

### Primeros años
Perla Fernández Aguiar nació el 30 de junio de 1932 en Nueva York, siendo hija de inmigrantes cubanos.

### Trayectoria
Mudándose a México en 1945, persiguió una carrera como actriz. Debutó en el cine con la película Rayando el sol (1946). Continuando su filmografía, participó en filmes como El supersabio (1948), Fíjate qué suave (1948), Doña Diabla (1950), El revoltoso (1951), Chucho el remendado (1952), y Doña Mariquita de mi corazón (1953). Sus últimas cintas fueron El casto Susano y El águila negra, ambas lanzadas en 1954, para posteriormente retirarse profesionalmente el mismo año.

## Muerte
El 9 de octubre de 2015, Aguiar falleció en Estado de México a los 83 años de edad.

## Filmografía
| Año  | Título                       | Papel                      | Notas               |
| ---- | ---------------------------- | -------------------------- | ------------------- |
| 1945 | Soltera y con gemelos        | Estudiante                 |                     |
| 1946 | Rayando el sol               | Lupe García de adolescente |                     |
| 1948 | Fíjate qué suave             | Gracia                     |                     |
| 1948 | La feria de Jalisco          |                            |                     |
| 1948 | El supersabio                | Marisa Miranda             |                     |
| 1949 | Otoño y primavera            |                            |                     |
| 1949 | El vengador                  | Paulina                    |                     |
| 1950 | Doña Diabla                  | Angélica                   |                     |
| 1951 | El revoltoso                 | Lupita Chávez              |                     |
| 1952 | Chucho el remendado          | Margot                     |                     |
| 1953 | Doña Mariquita de mi corazón | Mari Tere                  |                     |
| 1953 | Reportaje                    | Invitada en fiesta         | Cameo no acreditado |
| 1954 | El casto Susano              | Dulce Cachemira            |                     |
| 1954 | El águila negra              | Carmen Maldonado           |                     |